# Periophthalmodon

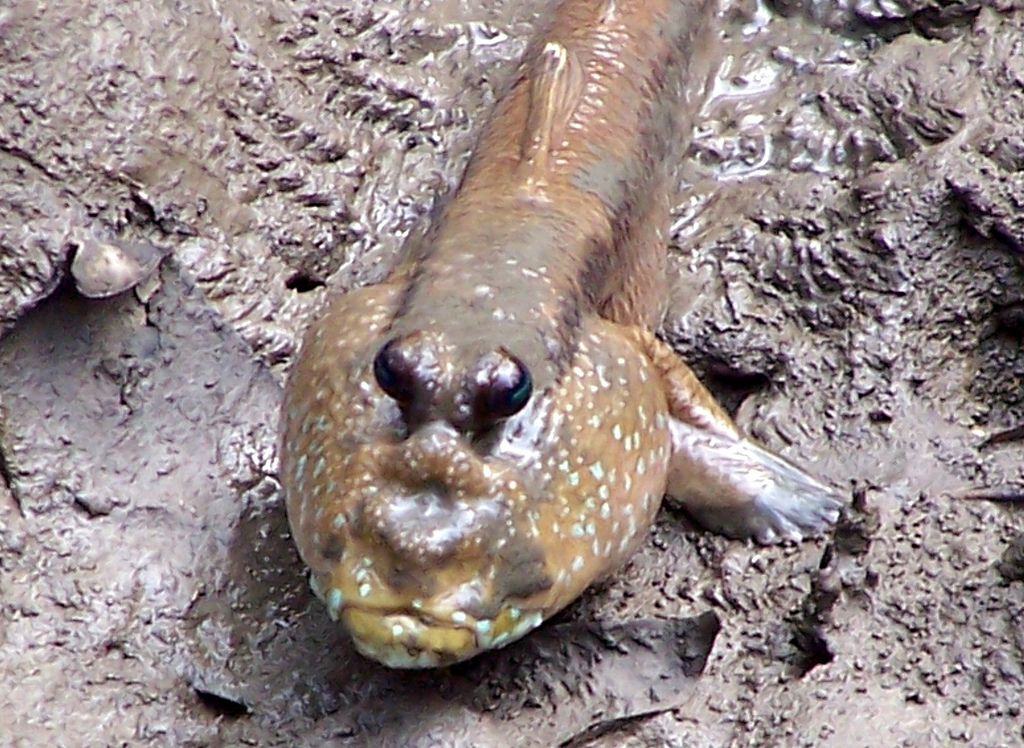
Periophthalmodon sp. fotografiat a Singapur.

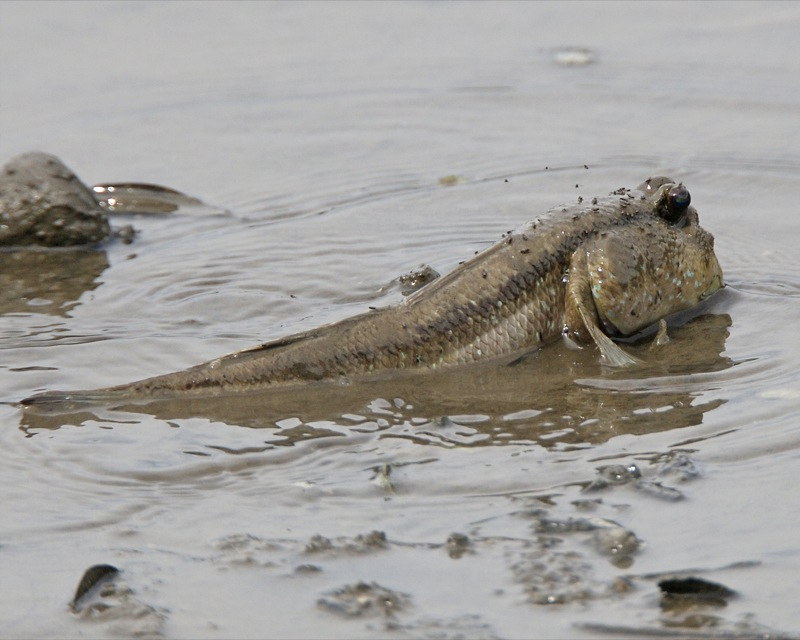
Periophthalmodon schlosseri fotografiat a Singapur.

Periophthalmodon és un gènere de peixos de la família dels gòbids i de l'ordre dels perciformes.

## Taxonomia
- Periophthalmodon chrysospilos (Bleeker, 1852)
- Periophthalmodon freycineti (Valenciennes, 1837)[2]
- Periophthalmodon schlosseri (Pallas, 1770)[3]
- Periophthalmodon septemradiatus (Hamilton, 1822)[4][5][6][7][8][9][10]